# Xserve
L'Xserve è un server rack unit prodotto da Apple Inc. dal 2002 al 2011, sostituisce i Macintosh Server ed è stato sostituito dal Mac Pro Server.
Nelle sue diverse versioni si è basato sui processori PowerPC G4, G5 ed Intel Xeon.

## Versioni

### Xserve G4
Apple Computer pubblica la prima versione degli Xserve nel maggio 2002. Apple dichiara che gli Xserve sono delle macchine destinate ad applicazioni che necessitano di elevata potenza di calcolo racchiusa in un contenitore piccolo e facilmente integrabile con le realtà informatiche già presenti. Infatti gli Xserve sono forniti in un involucro per rack di tipo U 1. Gli Xserve sono dotati di uno o due processori PowerPC G4 funzionanti a 1.33 GHz. Ogni Xserve supporta fino a 4 hard disk ed è dotato di una scheda grafica.

Nel maggio 2003 Apple introduce la configurazione cluster basata su Xserve. Questa versione di Xserve è specificatamente progettata per realizzare cluster di calcolo, infatti è sprovvista di scheda grafica e supporta al massimo un hard disk o un'unità ottica.

### Xserve G5
Nel 2004 Apple lancia sul mercato la nuova versione degli Xserve. Questa nuova versione è basata sul processore PowerPC G5. Il processore PowerPC G5 è un processore a 64 bit che esprime il meglio di sé nelle applicazioni scientifiche e nelle applicazioni che richiedono l'elaborazione di molti dati. Infatti l'Xserve viene spesso utilizzato per realizzare cluster di calcolo. Alcuni dei quali si sono rivelati tra i più veloci al mondo. Ogni Xserve può accogliere fino a 2 processori a 2 GHz e fino a 8 GB di RAM. Per consentire una corretta ventilazione l'Apple si è vista costretta a realizzare una fessura che attraversa l'Xserve, e di conseguenza a ridurre gli hard disk sopportati da 4 a 3 per mancanza di spazio.

### Xserve Xeon
Nel 2008 i modelli attuali Intel, montano 8 processori (2 Quad-Core) a 64-bit Intel Xeon serie Harpertown a 3.0 GHz, 1600 MHz system bus con 25.6GB/s di banda. Supportano 32 GB di RAM.
Il 5 novembre 2010 la Apple ha annunciato che la produzione dell'Xserve sarebbe stata interrotta il 31 gennaio 2011.